# Комутована лінія зв'язку
Комуто́вана лі́нія зв'язку́ (англ. Dial-up link) — лінія зв'язку, встановлювана лише на час з'єднання пристрою-передавача і пристрою-приймача.
Для зв'язку з інтернетом, як правило, у даних лініях використовується модем і телефонна лінія. У комп'ютерних мережах використовуються мережеве обладнання і різні лінії зв'язку.

## Використання ущільнення, для перевищення швидкості в 56 Кбіт/сек

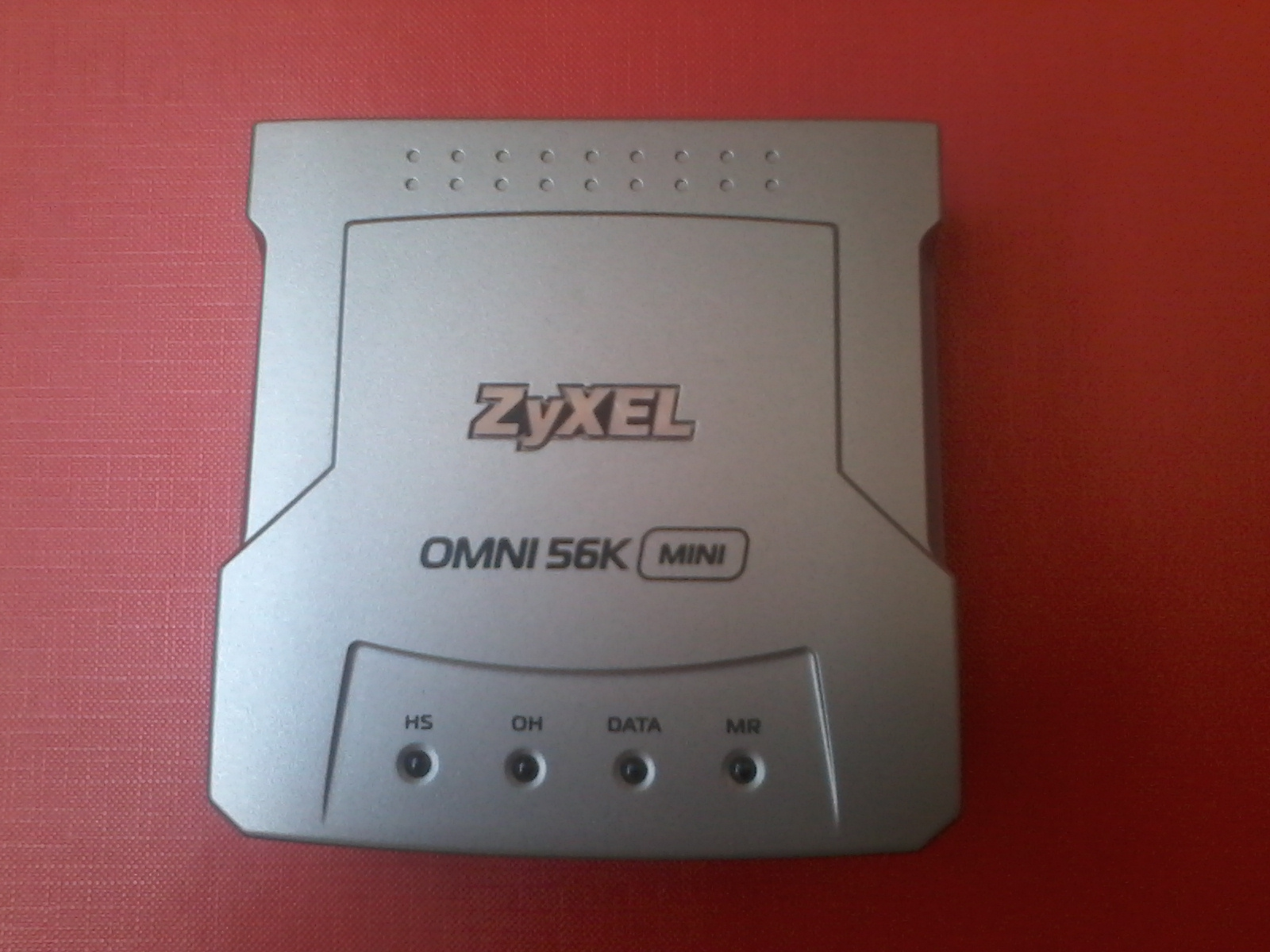
Модем

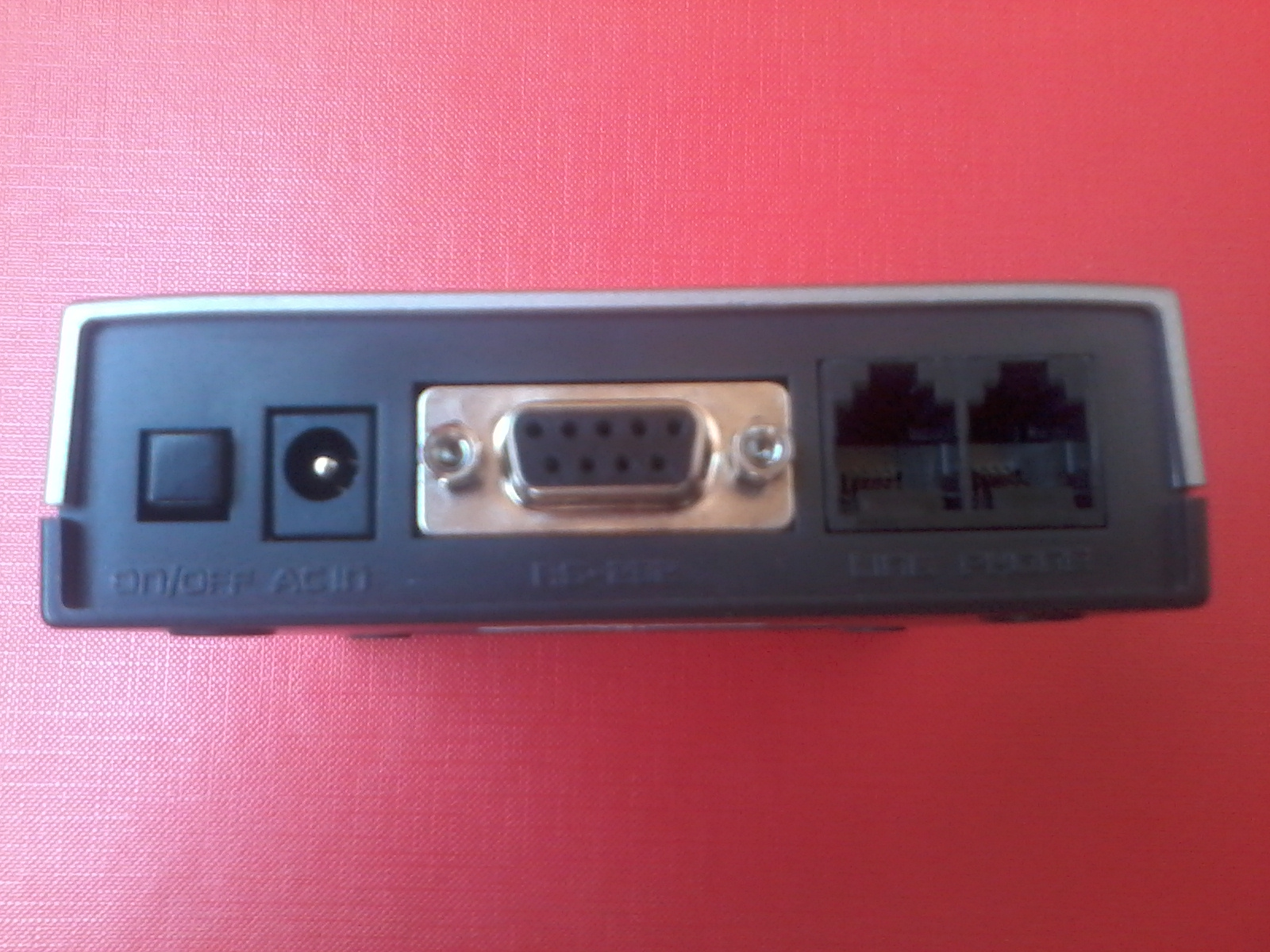
Dial-up модем

Стандарти V.42, V.42bis і стандарт V.44 дозволяють модему передавати дані швидше, ніж 56 Кбіт/сек. Наприклад, зв'язок на 53.3 кбіт/сек з V.44 може передати до 53.3 * 6 = 320 кбіт/сек, використовуючи чистий текст. Проблема полягає у тому, що ущільнення має тенденцію з часом, ставати краще або гірше, через шум на лінії або за передавання вже стиснутих файлів (файли ZIP, зображення JPEG, аудіо MP3, відео MPEG). У середньому, модем буде пересилати стислі файли зі швидкістю приблизно у 50 кбіт/сек, нестиснені файли - 160 кбіт/сек, чистий текст зі швидкістю 320 кбіт/сек. У таких ситуаціях невелика кількість пам'яті у модемі (буфер) використовується, щоби тримати дані, у той час як вони стискаються і посилаються через телефонну лінію, але щоб запобігти переповнення буферу, іноді стає потрібно дати команду комп'ютеру робити паузу потоку передачі. Це досягається через керування потоками апаратним засобом, використовуючи додаткові перехоплювачі на зв'язку комп'ютера та модема. Комп'ютер буде постачати дані до модему з деякою вищою швидкістю, такою як 320 кбіт/сек, і модем буде повідомляти комп'ютер, коли почати або припинити посилати дані.

## Заміна широкосмуговою мережею
Широкосмуговий доступ в Інтернет за технологією DSL замінив доступ через звичайний модем у багатьох частинах світу. Широкосмуговий зв'язок типово пропонує швидкість починаючи від 128 кбіт/сек і вище за меншу ціну, ніж dial-up. Збільшення обсяг контенту у таких галузях, як відео, розважальні портали, ЗМІ та інше, вже не дозволяє сайтам працювати на dial-up-модемах. Однак, у безлічі областей комутований доступ все ще залишається потрібним, а саме там, де висока швидкість не потрібна. Почасти це відбувається через те, що у деяких регіонах прокладка широкосмугових мереж економічно невигідна або з тих чи інших причин неможлива. Хоча існують технології бездротового широкосмугового доступу, але через високу вартість інвестицій, низької прибутковості і поганої якості зв'язку складно організувати потрібну інфраструктуру. Деякі оператори зв'язку, що надають dial-up, знижують тарифи  і роблять dial-up привабливим вибором для тих, хто просто бажає читати електронну пошту або переглядати новини у текстовому форматі.